# 男と女のはしご酒
『男と女のはしご酒』（おとことおんなのはしござけ）は、武田鉄矢＆芦川よしみのデュエット・ソングである。1987年11月11日にシングル・リリースされた。

## 概要
- この歌は、同1987年に武田薬品(現・アリナミン製薬)の「タケダ胃腸薬21」のCMソングとして採用された。
- 前1986年の『男と女のラブゲーム』に引き続いて、武田・芦川の二人がコマーシャルに登場し、同楽曲のサビ部分を歌唱している。
- TBS系音楽番組『ザ・ベストテン』へは、1987年12月3日に「今週のスポットライト」コーナーに二人揃って初出演。翌1988年1月に入ってから当番組の10位以内にランクインされ、週間最高5位まで上昇した[1]。

### 収録曲
- 両楽曲共に、作詞：魚住勉／作曲・編曲：馬飼野康二

1. 男と女のはしご酒（4分2秒）
2. 男と女のラブゲーム（3分52秒）

## カバー
- 古舘伊知郎＆伍代夏子 - （1987年11月21日／CBS・ソニー、編曲：馬飼野俊一）